# Metamònades
Els metamònads (Metamonada) són un gran grup de protozous excavats. La seva composició no està completament establerta, encara que inclouen els retortamònads, els diplomònads, i possiblement també els parabasàlids i els oximònads. Aquests quatre grups són tots anaerobis, vivint principalment en simbiosi amb animals. Una sèrie de parabasàlids i oximònads es troben a l'intestí dels tèrmits, i tenen un paper important en la descomposició de la cel·lulosa que es troba a la fusta. Alguns metamònads són paràsits.

## Característiques
Aquests flagel·lats són estranys per la manca de mitocondris. Originalment van ser considerats entre els eucariotes més primitius, divergent dels altres abans de l'aparició dels mitocondris. No obstant això, actualment se sap que van perdre els mitocondris posteriorment, i que conserven tant els orgànuls com els gens nuclears que se'n deriven. Les restes dels mitocondris que conserven són els hidrogenosomes, que produeixen hidrogen, i petites estructures anomenades mitosomes.
Tots aquests grups comparteixen el tenir flagels o cossos basals en grups característics de quatre, els quals estan sovint associats al nucli cel·lular, formant una estructura anomenada cariomastigont. A més, els gèneres Carpediemonas i Trimastix són actualment reconeguts parents propers dels retortamònads i diplomònads i dels oximònads, respectivament. Ambdós són de vida lliure i amitocondriats.

## Classificació
Les metamònades forment part dels excavats, un supergrup eucariòtic que inclou els flagel·lats amb escletxes per alimentar-se i els seus parents propers. Les seves relacions són incertes, i no sempre apareixen junts en els arbres moleculars. És possible que les metamònades, tal com es defineixen aquí, no formin un subgrup monofilètic.